# Arvid Hedberg
Arvid Hedberg, född 27 augusti 1872 i Höja församling, Kristianstads län, död 26 juni 1949 i Lidingö församling, Stockholms län
, var en svensk bokbindare.
Hedberg utbildade sig till bokbindare under studier och praktik i Frankrike och England. Hans största insats inom bokkonsten är de arbeten om bokbinderi han utgav efter egen forskning och sammanställningar från olika källor.
Han var bror till Gustaf Hedberg, också han bokbindare.